# Garnet ~Kindan no Sono e~
«Garnet ~kindan no sono e~» (Garnet～禁断の園へ～?) —en español: «Garnet ~el jardín prohibido~»— Es el decimocuarto y último sencillo de la banda japonesa Malice Mizer lanzado el 30 de noviembre de 2001. Además de ser el último sencillo de la banda también fue su último lanzamiento dentro de su periodo de actividad.
Alcanzó el número 39 en el ranking del Oricon Style Singles Weekly Chart y se mantuvo durante dos semanas en la lista.

## Lista de canciones
| (CD)  |                                                    |        |        |          |  |
| N.º   | Título                                             | Letras | Música | Duración |  |
| 1.    | «Garnet～禁断の園へ～ (Garnet ~kindan no sono e~)» | Klaha  | Közi   | 4:33     |  |
| 2.    | «幻想楽園 (gensou rakuen)»                         | Klaha  | Mana   | 5:26     |  |
| 3.    | «Garnet ~kindan no sono e~ (Instrumental)»         |        | Közi   | 4:34     |  |
| 4.    | «gensou rakuen (Instrumental)»                     |        | Mana   | 5:24     |  |
| 19:57 |                                                    |        |        |          |  |